# Royal Rumble (1997)
Royal Rumble (1997) — десятое в истории рестлинг-шоу Royal Rumble, организованное World Wrestling Federation (WWF, ныне WWE). Оно состоялось 19 января 1997 года в Сан-Антонио, Техас на арене «Аламодоум».
В это время WWF сотрудничала с базирующимся в Мексике промоушеном Lucha Libre AAA World Wide (AAA), и несколько рестлеров из этой компании приняли участие в шоу. В главном событии Шон Майклз победил Сайко Сида и завоевал титул чемпиона WWF. В матче «Королевская битва» 1997 года выиграл Стив Остин, последним выбросив Брета Харта.

## Результаты
| № | Результаты | Условия                                                    | Время |
| --- | --- | ---------------------------------------------------------- | ----- |
| 1D | Перро Агуайо-младший и Венум победили Маньяко и Моско де ла Мерсед                                                       | Командный матч                                             | 10:00 |
| 2D | Синий Демон-младший, Октагон и Тиниблас-младший победили Абисмо Негро, Хеви Металл и Хистерию                            | Командный матч шести человек                               | 14:00 |
| 3F | Маскарита Саграда-младший и Ла Паркита победили Мини Мэнкайнда и Мини Вейдера                                            | Командный матч                                             | 4:29  |
| 4 | Хантер Херст Хелмсли (c) (с Мистером Хьюзом) победил Голдаста (с Марленой)                                               | Одиночный матч за титул интерконтинентального чемпиона WWF | 16:50 |
| 5 | Ахмед Джонсон победил Фаарука (с Кларенсом Мейсоном, Крашем, Ди’Ло Брауном, Джей Си Айсом и Вулфи Ди) по дисквалификации | Одиночный матч                                             | 8:48  |
| 6 | Вейдер (с Полом Берером) победил Гробовщика                                                                              | Одиночный матч                                             | 13:19 |
| 7 | Канек, Эктор Гарза и Перро Агуайо победили Фуэрцу Герреру, Хеви Металл и Джерри Эстраду                                  | Командный матч шести человек                               | 10:56 |
| 8 | Стив Остин выиграл «Королевскую битву»                                                                                   | Матч «Королевская битва» 30-ти рестлеров                   | 50:30 |
| 9 | Шон Майклз (с Хосе Лотарио) победил Сайко Сида (c)                                                                       | Одиночный матч на титул чемпиона WWF                       | 13:49 |
| - (ч) – чемпион на начало матча - D – означает тёмный матч - F – указывает, что матч транслировался перед шоу на Free for All | |                                                            |       |

### Матч «Королевская битва»
Рестлеры выходили каждые 90 секунд.
| Рестлер | Рестлер                | Кем выбит | Кем выбит                                                                             | Время |
| ------- | ---------------------- | --------- | ------------------------------------------------------------------------------------- | ----- |
| 1       | Краш                   | 3         | Финнеасом Гудвинным                                                                   | 6:17  |
| 2       | Ахмед Джонсон          | 2         | Сам себя                                                                              | 3:02  |
| 3       | Фальшивый Бритва Рамон | 1         | Ахмедом Джонсоном                                                                     | 0:17  |
| 4       | Финнеас Гудвинн        | 4         | Стивом Остином                                                                        | 2:52  |
| 5       | Стив Остин             | -         | ПОБЕДИТЕЛЬ (выбит Бретом Хартом, но вернулся на ринг, так как судьи ничего не видели) | 45:07 |
| 6       | Барт Ганн              | 5         | Стивом Остином                                                                        | 0:26  |
| 7       | Джейк Робертс          | 6         | Стивом Остином                                                                        | 1:10  |
| 8       | Британский бульдог     | 8         | Оуэном Хартом                                                                         | 8:04  |
| 9       | Пьерро                 | 10        | Милом Маскарасом                                                                      | 10:32 |
| 10      | Султан                 | 7         | Британским Бульдогом                                                                  | 3:23  |
| 11      | Мил Маскарас           | 11        | Сам себя                                                                              | 7:28  |
| 12      | Хантер Хёрст Хелмсли   | 12        | Голдастом                                                                             | 6:42  |
| 13      | Оуэн Харт              | 17        | Стивом Остином                                                                        | 8:29  |
| 14      | Голдаст                | 13        | Оуэном Хартом                                                                         | 5:33  |
| 15      | Кибернетико            | 9         | Милом Маскарасом                                                                      | 1:25  |
| 16      | Марк Меро              | 16        | Стивом Остином                                                                        | 3:53  |
| 17      | Латинский любовник     | 14        | Фаруком                                                                               | 1:47  |
| 18      | Фарук                  | 15        | Сам себя                                                                              | 0:41  |
| 19      | Савио Вега             | 18        | Стивом Остином                                                                        | 0:29  |
| 20      | Джесси Джеймс          | 19        | Стивом Остином                                                                        | 0:46  |
| 21      | Брет Харт              | 29        | Стивом Остином                                                                        | 21:42 |
| 22      | Джерри «Король» Лоулер | 20        | Бретом Хартом                                                                         | 0:04  |
| 23      | Фальшивый Дизель       | 28        | Бретом Хартом                                                                         | 17:49 |
| 24      | Терри Фанк             | 24        | Мэнкайндом                                                                            | 15:18 |
| 25      | Рокки Майвия           | 23        | Мэнкайндом                                                                            | 13:01 |
| 26      | Мэнкайнд               | 25        | Гробовщиком                                                                           | 12:20 |
| 27      | Флэш Фанк              | 21        | Вэйдером                                                                              | 6:12  |
| 28      | Вэйдер                 | 26        | Стивом Остином                                                                        | 10:06 |
| 29      | Генри Гудвинн          | 22        | Гробовщиком                                                                           | 6:11  |
| 30      | Гробовщик              | 27        | Стивом Остином                                                                        | 6:46  |

## Остальные
| Комментаторы - Джерри «Король» Лоулер - Винс Макмэн - Джим Росс Испанские комментаторы - Карлос Кабрера - Артуро Ривера - Хьюго Савинович Французские комментаторы - Жак Роже-старший - Раймон Роже | Интервьюеры - Док Хендрикс - Тодд Петтенджилл Судьи - Майк Киода - Джек Доан - Эрл Хебнер - Джим Кордерас Так же - Говард Финкель — Аннонсер |

## Факты
- Шон Майклз после этого объявил вакантным свой титул чемпиона WWF на RAW. Поэтому руководство назначило на In Your House 13: Final Four матч с участием Брета Харта, Вейдера, Гробовщика и Стива Остина за титул чемпиона WWF. Остин выиграл и таким образом Остин не воспользовался своим претендентством и возможностью боя за титул на WrestleMania.